# Fabas (Ariège)
Fabas – miejscowość i gmina we Francji, w regionie Oksytania, w departamencie Ariège.
Według danych na rok 1990 gminę zamieszkiwało 327 osób, a gęstość zaludnienia wynosiła 14 osób/km² (wśród 3020 gmin regionu Midi-Pyrénées, Fabas plasuje się na 740. miejscu pod względem liczby ludności, natomiast pod względem powierzchni na miejscu 458.).